# Liturgika
Liturgika – dyscyplina teologiczna, której przedmiotem jest liturgia.
Dzieli się na:
- liturgikę systematyczną (refleksja nad celebrowaną liturgią jako miejscem wiary)
- liturgikę historyczną (aspekt historyczny)
- liturgikę pastoralną (aspekt wymogów praktycznych)